# مرد جنگ (ترانه ریدیوهد)
 "مرد جنگ" (به انگلیسی: Man of War) تک آهنگی از گروه راک انگلیسی ریدیوهد است که در ۲۲ ژوئن ۲۰۱۷ منتشر شد. ریدیوهد آن را چند بار در طول دهه ۱۹۹۰ در کنسرت‌های مختلف اجرا کردند. آنها در طول ساخت آلبوم سوم خود، اوکی کامپیوتر (۱۹۹۷) و دوباره در سال ۱۹۹۸ روی این آهنگ کار می‌کردند، اما از نتایجشان ناراضی نبودند و آن را منتشر نکردند.
چند سال بعد، در سال ۲۰۱۵، ریدیوهد «مرد جنگ» را برای فیلم اسپکتر از مجموعه فیلم جیمز باند معرفی کرد، اما به دلیل اینکه برای این فیلم نوشته نشده بود، رد شد. این آهنگ تا سال ۲۰۱۷ به صورت منتشر نشده باقی مانده بود، در نهایت آن را بر روی چاپ مجدد آلبوم اوکی کامپیوتر به نام اوکی‌نات‌اوکی ۱۹۹۷–۲۰۱۷ قرار داده و منتشر کردند.

## موزیک ویدیو
موزیک ویدئوی «مرد جنگ» در ژوئن ۲۰۱۷ به کارگردانی کالین رید منتشر شد. این ویدئو تغییر روز به شب و تغییر خلق و خوی آدمی از «خوش شانسی تا پارانوئید» را نشان می‌دهد. مردی که در حال پیاده‌روی در یک پارک است و روز به روز ناامید تر می‌شود، متوجه می‌شود که در تاریکی شب، چیزی پنهان شده‌است.

## عوامل

### ریدیوهد
- کالین گرینوود
- جانی گرینوود
- اد اوبراین
- فیلیپ سلوی
- تام یورک

### دیگر عوامل
- ارکستر فیلارمونیک سلطنتی - بخش‌ها
- کریس بلر - مسترینگ
- استنلی داونوود - تصاویر
- نایجل گادرک - تهیه کنندگی، مهندسی
- رابرت زیگلر - رهبری
- سام پتس دیویس، فیونا کریکشنک - مهندسی
- جیم وارن - تهیه کنندگی، مهندسی

## نمودار فروش
| نمودار (۲۰۱۷) | رده |
| ------------- | --- |
| فرانسه (SNEP) | ۱۷۸ |